# Wetzstein

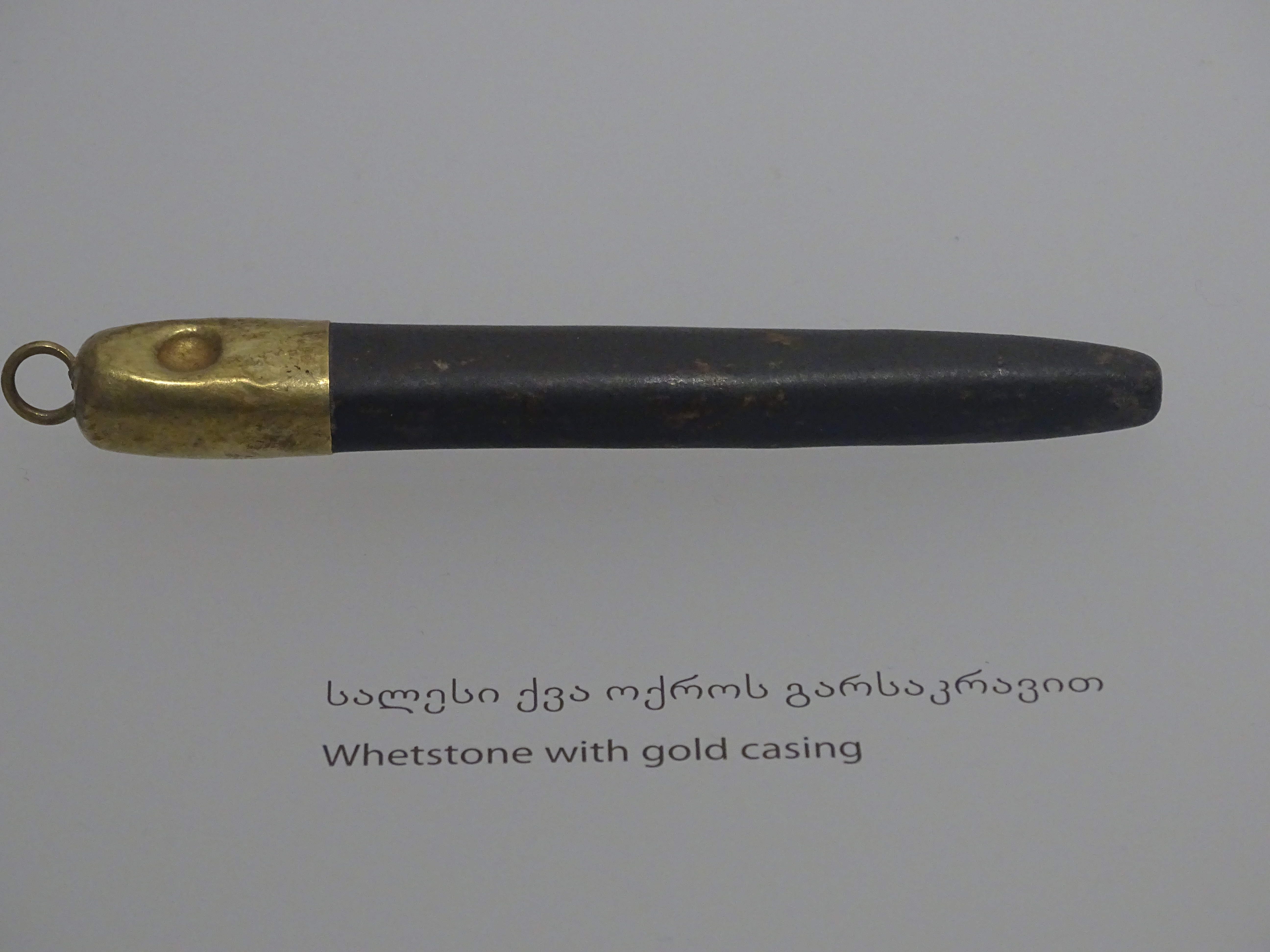
Wetzstein mit goldener Fassung, Georgisches Nationalmuseum

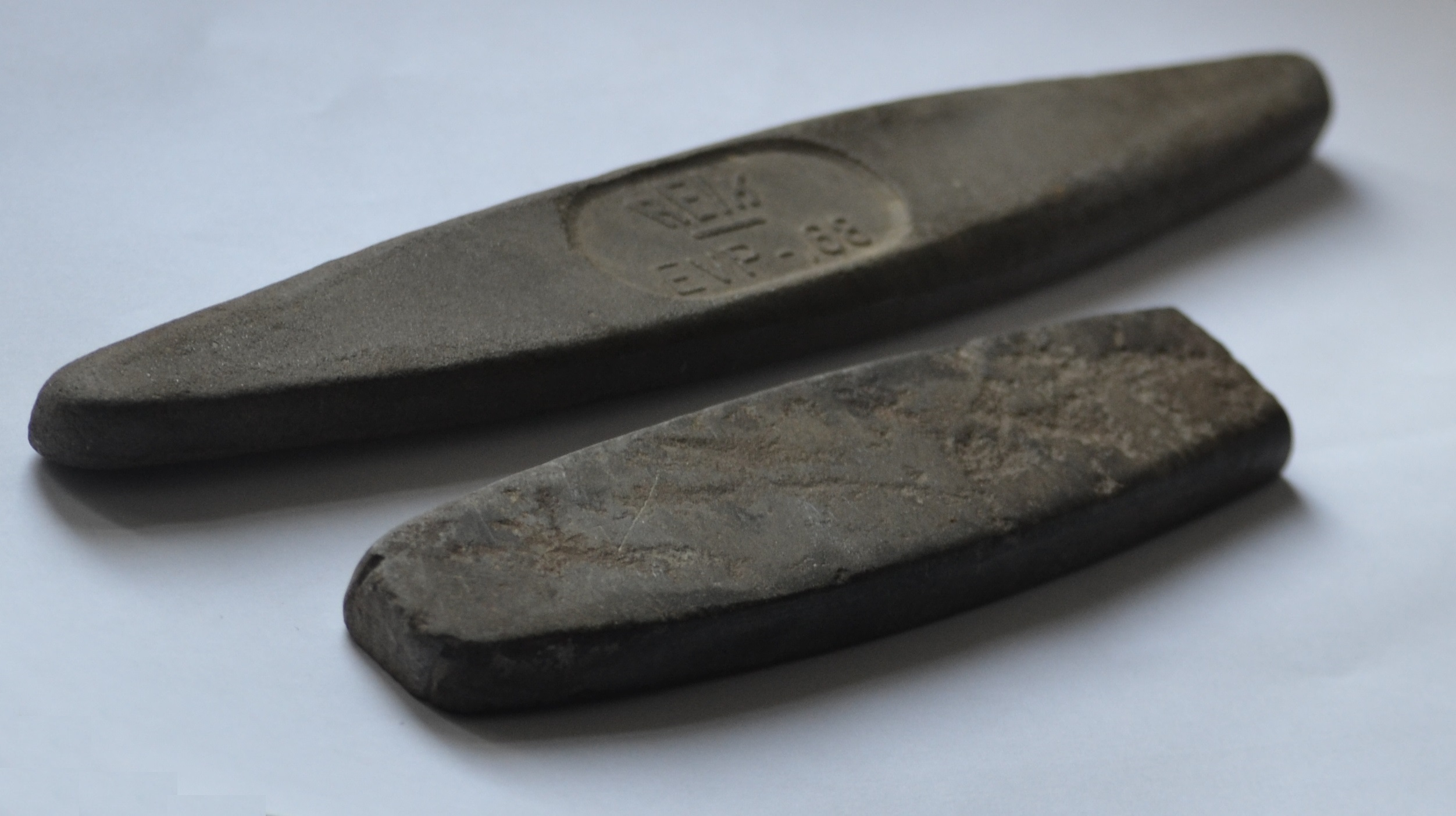
Wetzsteine: oben künstlich (Länge ca. 250 mm), unten aus Naturstein

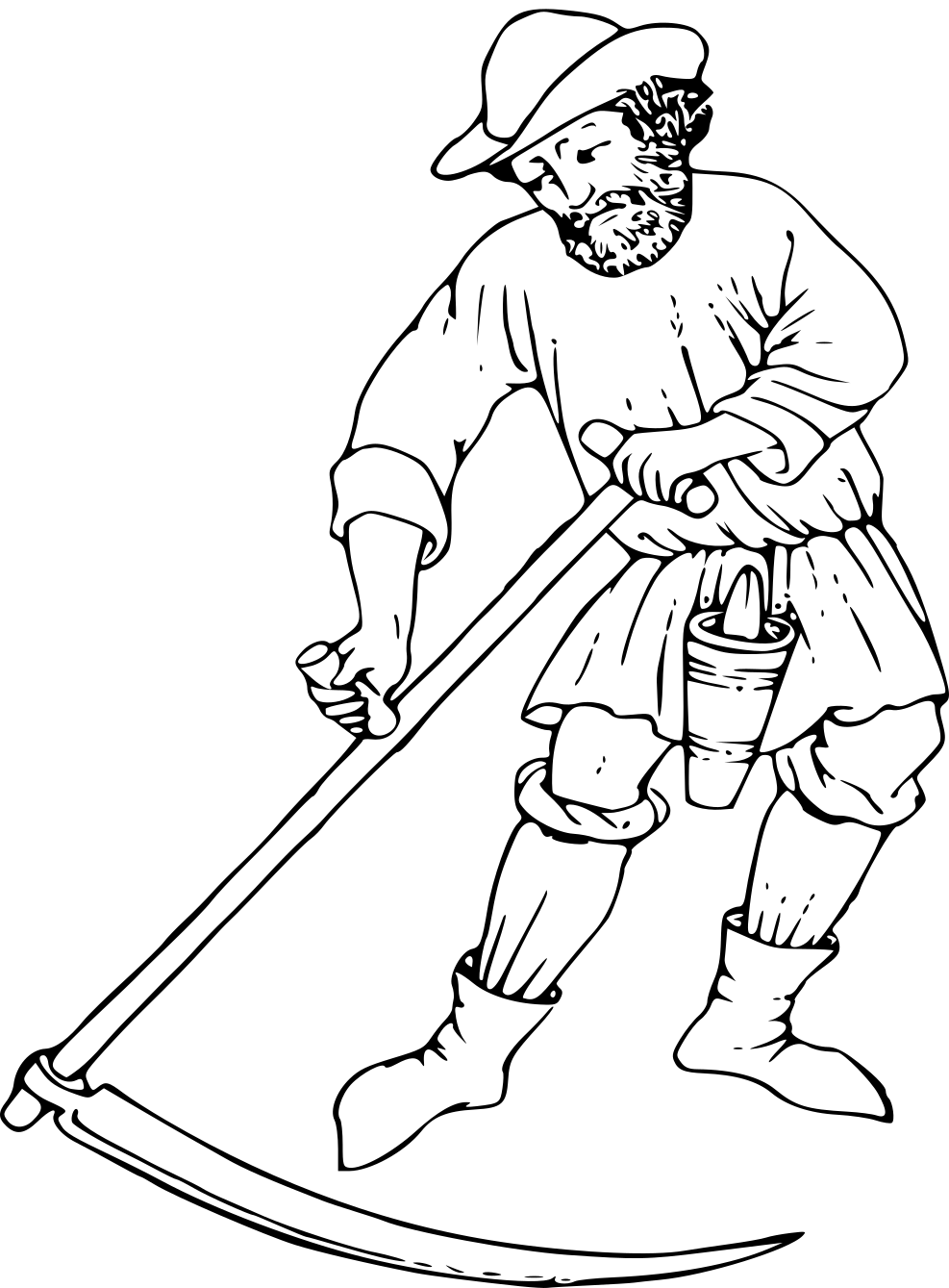
Der Wetzstein im Schlotterfass am Gürtel beim Mähen mit der Sense

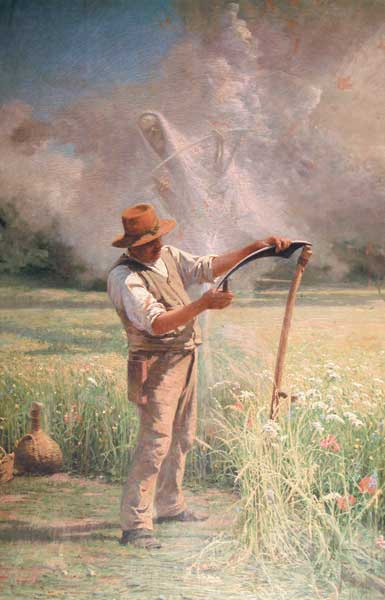
Wetzstein in Gebrauch. Gemälde (1904) von Raffaele Faccioli (1845–1916)

Ein Wetzstein ist ein aus mineralischen Bestandteilen zusammengesetzter flacher Stein zum Schleifen und Schärfen von Werkzeugen bzw. Klingen, insbesondere von Sensen, Sichten, Sicheln oder Messern.
Früher wurden für die Herstellung von Wetzsteinen ausschließlich bergmännisch abgebaute Natursteine verwendet – zum Beispiel harter Kieselsandstein in den Schwäbisch-Fränkischen Waldbergen bei Jux bis 1923 oder kieselsäurehaltiger Kalkstein in den Ammergauer Alpen bei Unterammergau bis 1958.
Der germanische Wetzstein von Strøm ist mit Runen beschriftet.
Heutzutage bestehen sie meist aus künstlich gebundenen Korund- oder Siliciumcarbidteilchen. Zum Wetzen wird der Wetzstein üblicherweise angefeuchtet; so dient der Kumpf, auch Wetzkumpf genannt, dem Mähenden nicht nur als Aufbewahrungsgefäß für den Wetzstein, sondern enthält auch Wasser, damit der Stein gleich angefeuchtet verwendet werden kann. Das Anfeuchten bewirkt, dass der Schleifschlamm weiterhin am Wetzvorgang teilnehmen kann und sich die Poren nicht zusetzen.

## Abgrenzung
Der Wetzstein darf nicht mit dem feinkörnigeren Abziehstein verwechselt werden. Das Wetzen erfolgt in einem gleichmäßigen, etappenweise erfolgenden „Schwingen“ des Wetzsteines auf Vorder- und Rückseite der Klinge in deren Längsrichtung, während bei einem Abziehstein die Werkzeugschneide über den Abziehstein gezogen wird.
Im Unterschied zum Wetzstein ist der Schleifstein um seine Achse beweglich, wobei jedoch ein Wetzstein zuweilen auch ein Schleifstein genannt werde. Ein feiner Wetzstein, welcher mit Öl befeuchtet wird, wird auch Ölstein genannt.